# Kaïn (Burkina Faso)
Pour les articles homonymes, voir Kain.
Ne doit pas être confondu avec Kaïn-Ouro.
Kaïn est une localité et le chef-lieu du département de Kaïn dans la province du Yatenga de la région Nord au Burkina Faso. 

## Histoire
Dans le contexte général de la guerre du Sahel, cette localité située à proximité de la frontière avec le Mali est exposée tout particulièrement aux attaques terroristes qui frappent le pays depuis 2015 et suscite l'inquiétude des populations. À ce titre, le collège de la ville a été la cible d'une attaque terroriste le 26 novembre 2017, tuant un enseignant et blessant deux autres personnes.

## Santé et éducation
Kaïn accueille un centre de santé et de promotion sociale (CSPS) tandis que le centre hospitalier régional (CHR) se trouve à Ouahigouya.
Le village possède une école primaire publique et un collège d'enseignement général (CEG).